# Červený kámen
Červený kámen este o arie protejată (arie specială de conservare — SAC, sit de importanță comunitară — SCI) din Republica Cehă întinsă pe o suprafață de 249,56 ha, integral pe uscat.

## Localizare
Centrul sitului Červený kámen este situat la coordonatele 49°34′57″N 18°09′26″E / 49.5825°N 18.157222°E.

## Înființare
Situl Červený kámen a fost declarat sit de importanță comunitară în noiembrie 2009 pentru a proteja un număr necunoscut de specii din flora spontană și fauna sălbatică aflate în arealul zonei. Situl a fost protejat și ca arie specială de conservare în august 2018.

## Biodiversitate
Situată în ecoregiunea continentală, aria protejată conține 3 habitate naturale: Fânețe de joasă altitudine (Alopecurus pratensis, Sanguisorba officinalis), Izvoare petrifiante cu formare de travertin (Cratoneurion), Păduri pe pante, grohotișuri și ravene de Tilio-Acerion.
La baza desemnării sitului se află un număr nedeclarat de specii protejate.